# Patrick Vanden-Bempde-Johnstone (4e baron Derwent)
Pour les articles homonymes, voir Vanden et Johnstone.
Patrick Robin Gilbert Vanden-Bempde-Johnstone, 4e baron Derwent (26 octobre 1901 - 2 janvier 1986), est un pair britannique et homme politique conservateur.

## Biographie
Derwent est le plus jeune fils de Edward Henry Vanden-Bempde-Johnstone, fils cadet de Harcourt Vanden-Bempde-Johnstone, 1er baron Derwent. Sa mère est Evelyn Mary Agar-Ellis. Il fait ses études à la Sandroyd School puis à la Charterhouse School. Il devient quatrième baron Derwent à la mort de son frère aîné en 1949 et peut siéger à la Chambre des lords. En septembre 1962, Derwent est nommé ministre d'État au Commerce dans le gouvernement conservateur de Harold Macmillan, et lorsque Alec Douglas-Home devient Premier ministre en octobre 1963, il est promu ministre d'État aux Affaires intérieures. Il conserve ce poste jusqu'à la défaite des conservateurs aux élections générales de 1964. Il n'a plus jamais occupé de poste ministériel mais est pendant de nombreuses années vice-président de la Chambre des Lords.
Lord Derwent épouse Marie-Louise Henriette Picard, fille d'Albert Picard de Paris, France, en 1929. Il décède en janvier 1986, à l'âge de 84 ans, et est remplacé dans la baronnie par son fils Robin Evelyn Leo Vanden-Bempde-Johnstone.